# 高雄火車站 (歷史建築)
高雄車站帝冠式站體是一座位於臺灣高雄市三民區的歷史建築，2003年被高雄市政府文化局指定為歷史建築。

## 歷史

### 高雄車站（1941年－2002年）

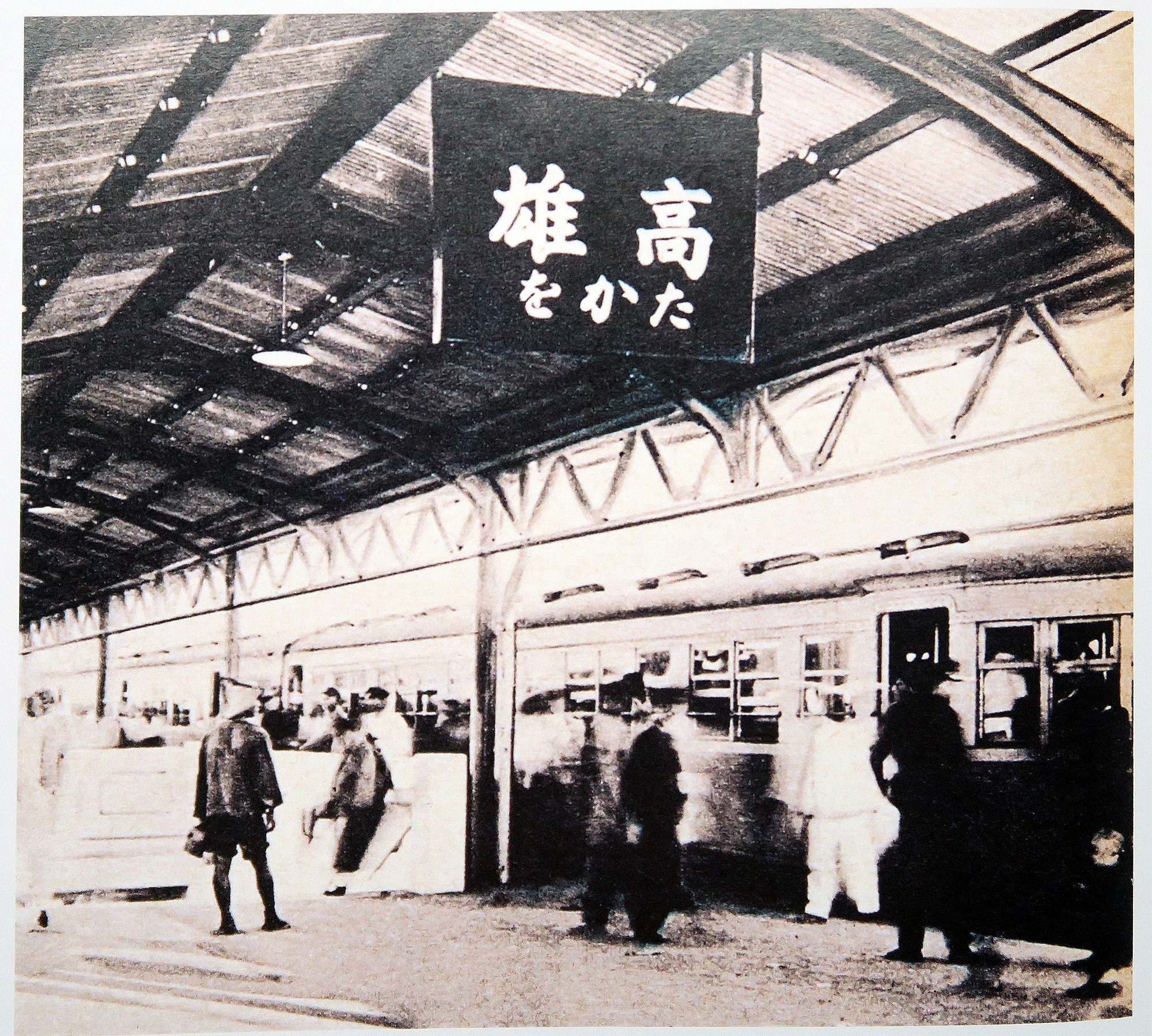
1941年的高雄驛月臺，可見當時仍使用歷史假名遣拼寫的「たかを」。

台灣日治時期，縱貫線鐵路臺南—打狗段於1900年通車後，於今日高雄港車站處設立打狗停車場作為縱貫線端點站。1907年，由打狗另闢「鳳山支線」：經三塊厝、大港埔至九曲堂，此後陸續延伸至屏東，為今屏東線之前身。
1930年代，高雄市逐漸發展，1910年代開發的舊市區（今哈瑪星與鹽埕區）已經趨近飽和，隨著鐵路客運量與貨運量顯著增加，車站漸不敷使用。高雄州遂於1936年發表「大高雄都市計畫」，該計畫除將高雄市定位成重工業都市（尤以軍需工業為重點）外，高雄驛則配合都市計畫，於當時仍屬未開發地帶、腹地寬廣的大港設置「高雄新驛」，作為新市區中心；另外也一併將新車站周圍的新市區開發納入考量，由內而外為商業區、住宅區與工業區，並以設計作為貨運輸送骨幹的環狀鐵路（今高雄臨港線）作為市區界線:71。
新車站於1939年動工興建、1940年完工，1941年6月20日高雄車站正式啟用，同日原高雄車站改稱高雄港車站。
帝冠式站體在設計部分，造型類似「高」字，內部採西式格局挑高設計，外觀採日本大寺廟或貴族專用、擁有中國唐代的「唐博風」屋頂，型似皇帝之帽，又被稱為帝冠樣式建築。該站體原為車站的出入口大廳，整體建物似「凸」字形，帝冠式站體為凸出部分，其餘部分包括在後方往鐵路方向的售票大廳、鐵路餐廳、及站長室。車站配屬三座島式及一座岸式月臺，除了岸式月臺就在車站站房後方而以平面通道連接外，其餘皆以地下道連接，是高雄最早的人行地下道。新高雄站址距鳳山支線時代即有的三塊厝驛極近，稍後便在客貨運方面完全接替業務，終至廢止。
第二次世界大戰結束後，配合縱貫線全線雙軌化及鐵路電氣化而興建的高雄後站於1971年10月31日完工啟用，帝冠式站體作為前站大廳繼續使用。

### 高雄願景館（2003年－2011年）

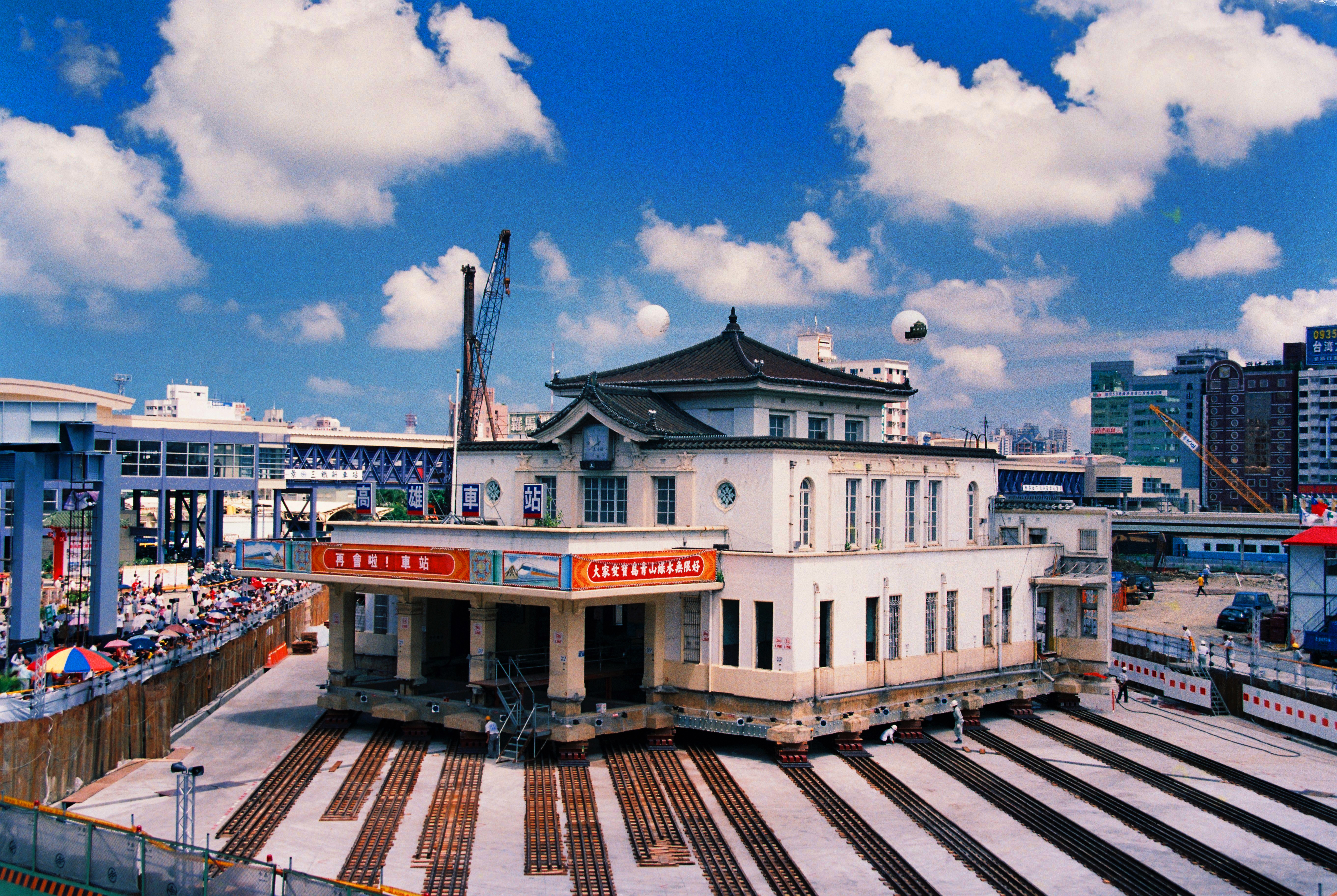
進行「再會啦！車站」移動工程的高雄車站，攝於2002年。

2003年，隨著高雄鐵路地下化計畫，售票大廳和鐵路餐廳在2002年帝冠式站體遷移工程時被一併拆除，部分牆壁被切割保存，帝冠式站體獲得保留，然而因配合鐵路地下化新站體工程，站體需要向東南移動82.6公尺至原長途客運站用地保存，並由高雄市工務局修建為「高雄願景館」。移動工程於於2002年3月28日開工，至8月底完工，其中主要包括截斷原有地基和移動路線的整地及加固。站長室則在2012年被拆除。
高雄願景館於2003年正式開館營運，願景館內部有許多陳設，諸如『風景明信片區』讓參觀者可以將思念與祝福的話語，轉變成為地面的LED跑馬燈。『多功能展示區』利用可活動的輪架，讓場地空間大小可以輕易的做變化，除了可以拿來做靜態的展示外，還可供電影的放映、大型演講、甚至舞會的使用。『多媒體歷史迴廊區』則是利用腳底下的電視牆、與一旁成列的液晶螢幕，對高雄往日風貌做一系列的回顧。『都市計劃市政展示區』裡頭則陳列了許多近期市政建設、重大工程的模型。以及『3D虛擬互動區』，讓參觀者以虛擬實境的方式飛越高雄港、愛河、光之塔，其他展區還包含旅客留言板、風的祝福廣場、保存牆、願景橋、鐵路文化棧道。

### 高雄鐵路地下化展示館（2013年－2020年）

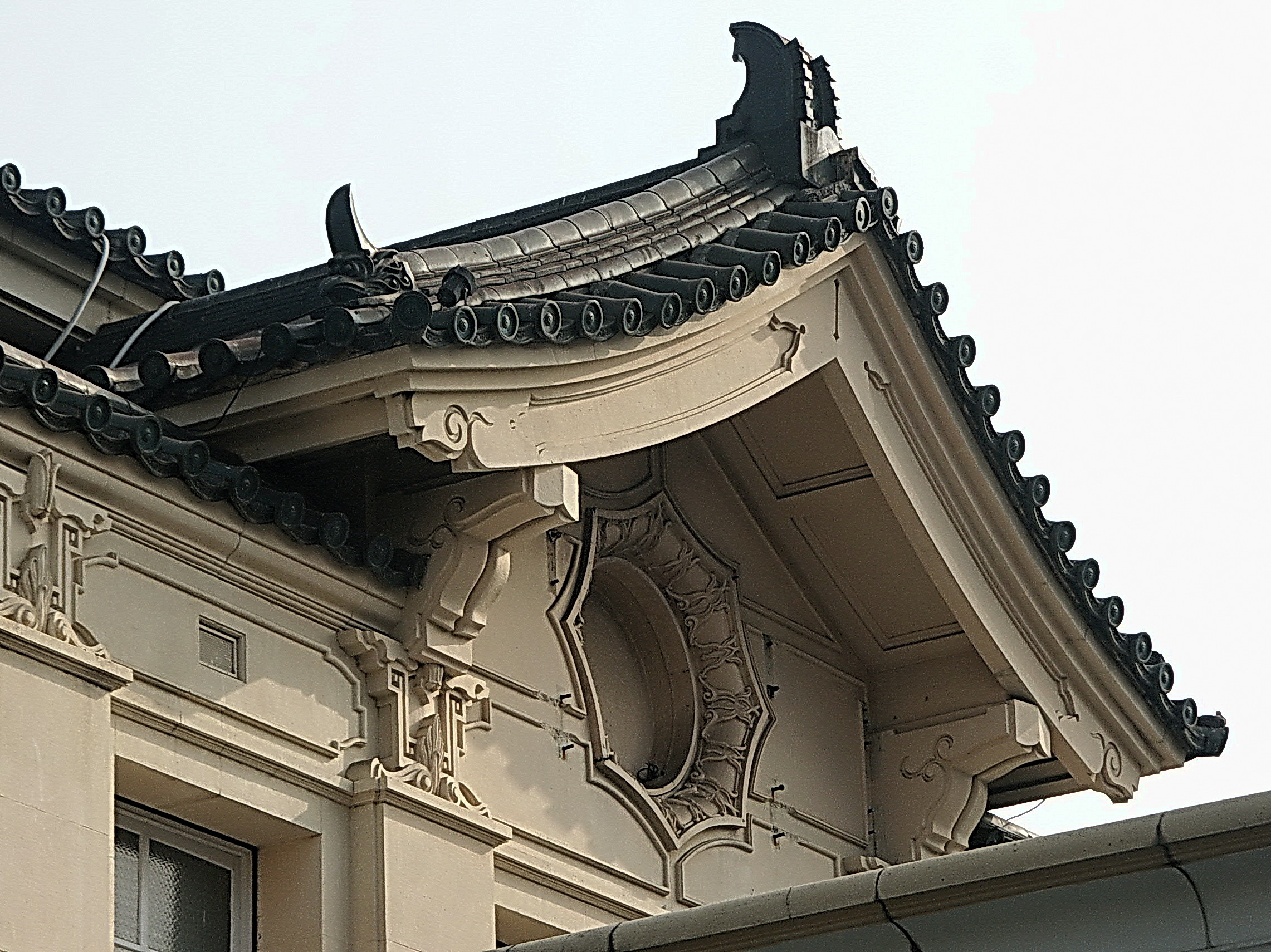
高雄車站屋簷的帝冠式特色。

2013年11月2日：鐵路改建工程局將舊站房修建為「高雄鐵路地下化展示館」，設置國內首座鐵路地下化工程展示館。
配合高雄市區鐵路地下化工程，交通部鐵路改建工程局運用舊高雄車站帝冠式站體展示鐵路地下化工程介紹，展出包括鐵路歷史圖片、實體鐵路文物等珍貴資料，為臺灣第一座鐵路地下化工程的展示館，於2013年11月2日正式啟用，特此詩人余光中也為本展館創作詩文，名為「記憶深長」。
2020年9月1日，因高雄車站地面工程需要，於9月1日起永久閉館，最終開館日為8月30日。2021年，帝冠式站體移至面對中山路路口中軸線、較原址更靠近路邊的區域。預定做為地下化高雄車站站體主要往南的地面出入口使用，整體工程預定於2025年完工。

### 車站玄關（2025年－）
地下化車站完工後，帝冠式站體將進行修復設計案，考慮到修復工程在周邊新站體已開放使用的前提下施作，該修復企劃自2024年13月經費邀集高市府與交通部鐵道局召開研商會議，於2025年2月將依文資法規定，向文化資產主管機關申請經費補助。概估新台幣1億多元，修復工程招標及施工作業工期約1年半。
在2002年「再會啦！車站」工程中切割保存的九片牆體，後在地下化車站工程以「歷史記憶牆面廊道」方式，配置成4座組合結構設立於復興一路的西側鐵路綠園道上，並於2025年1月公開參觀。

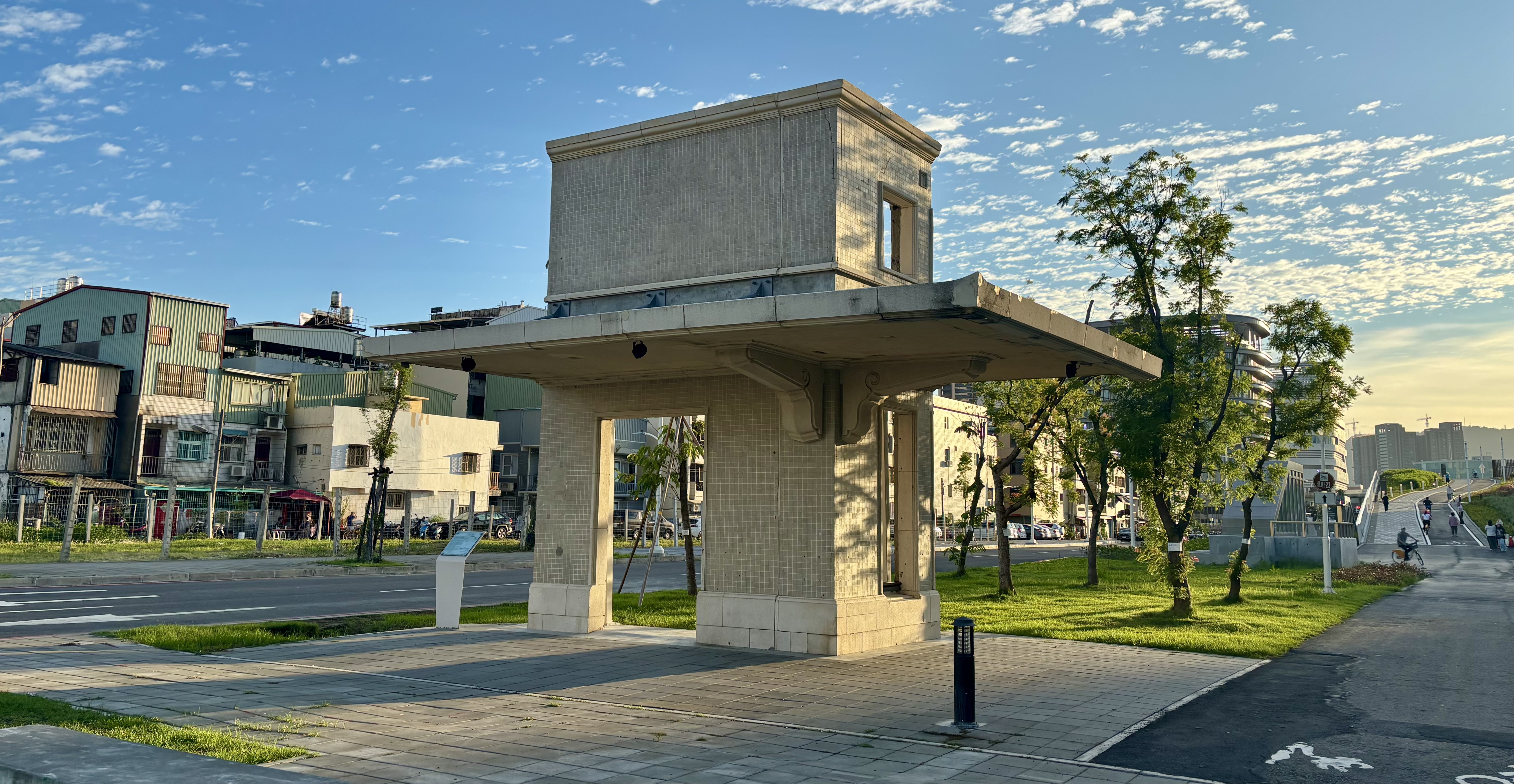
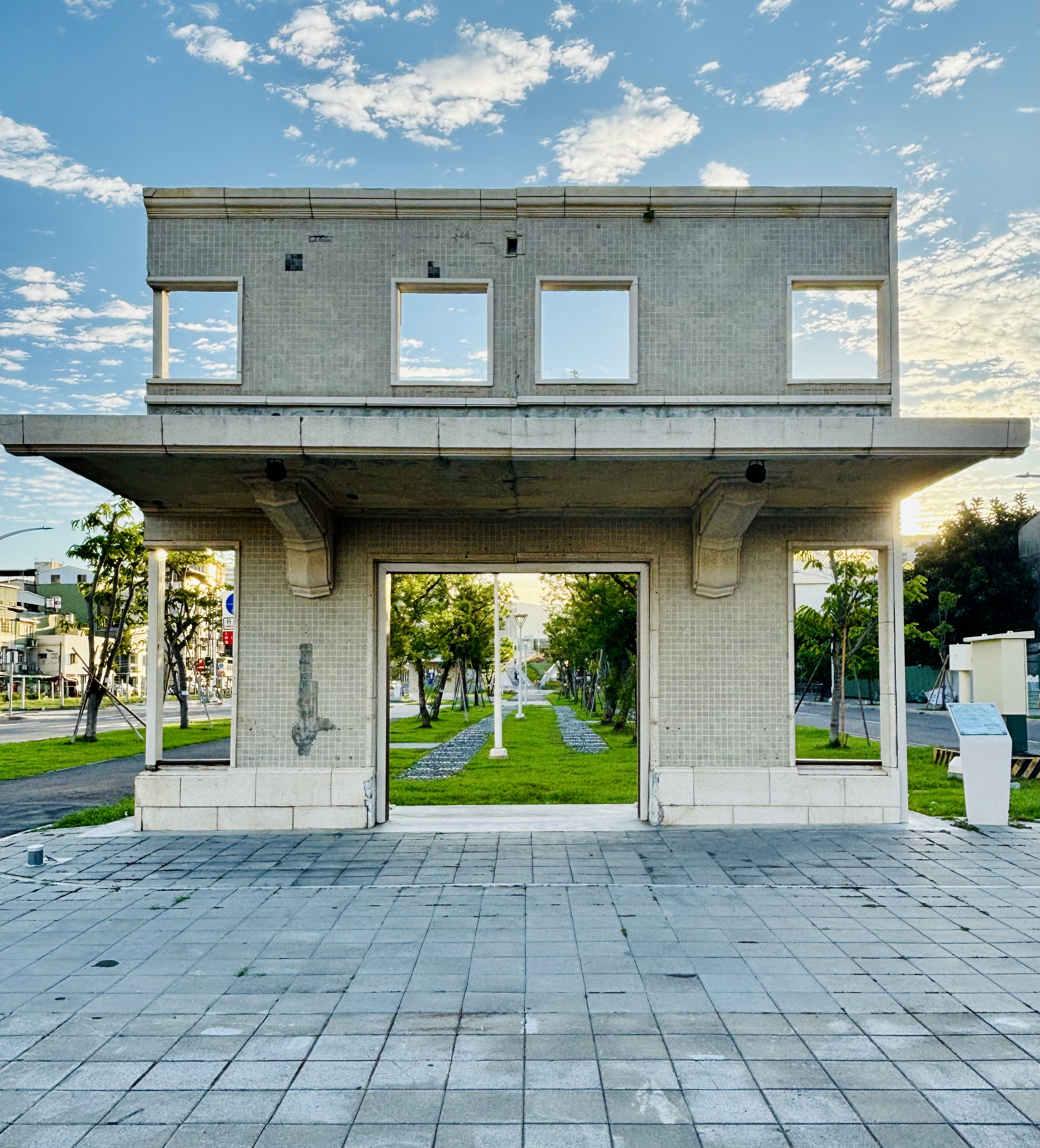
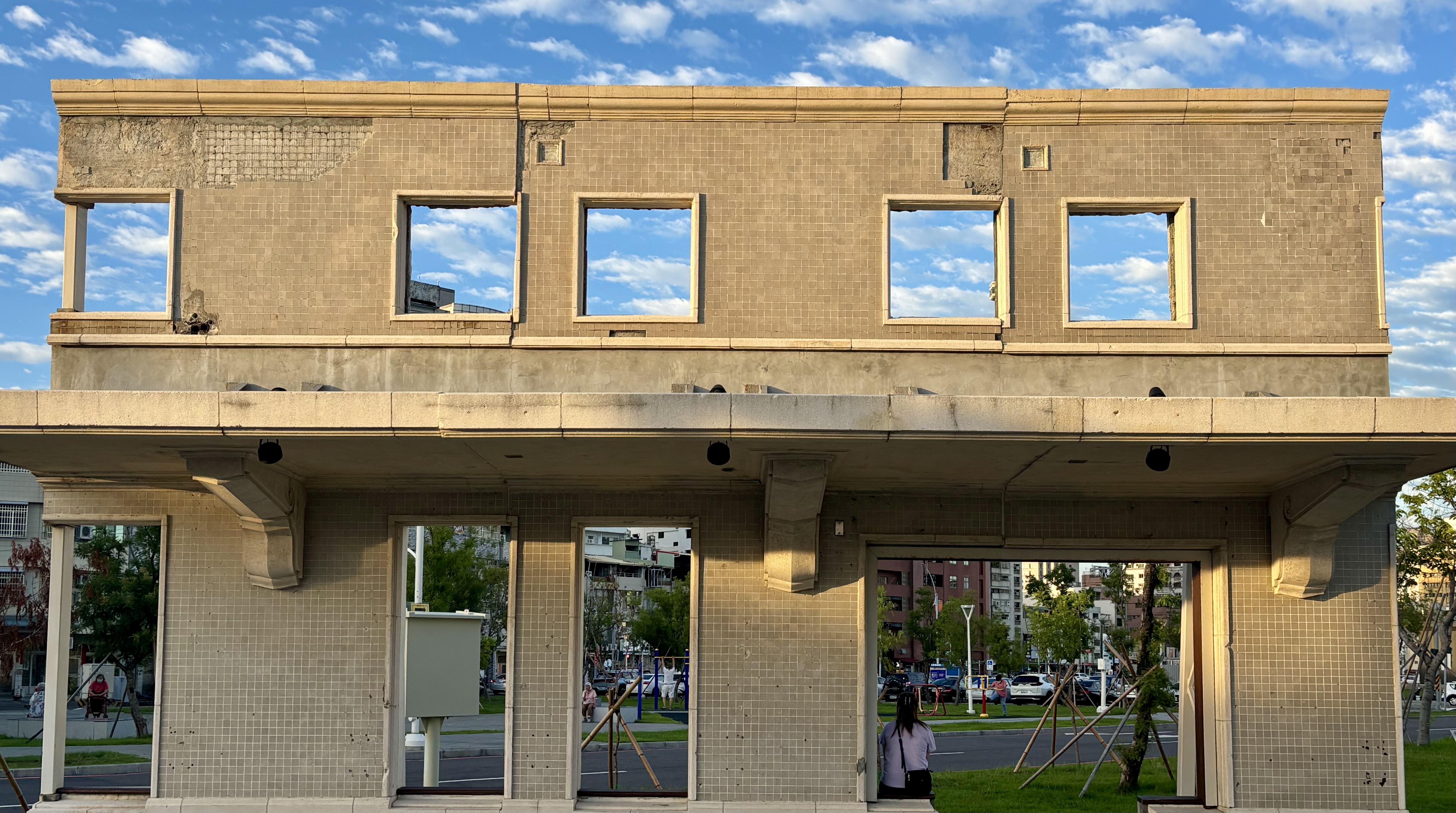
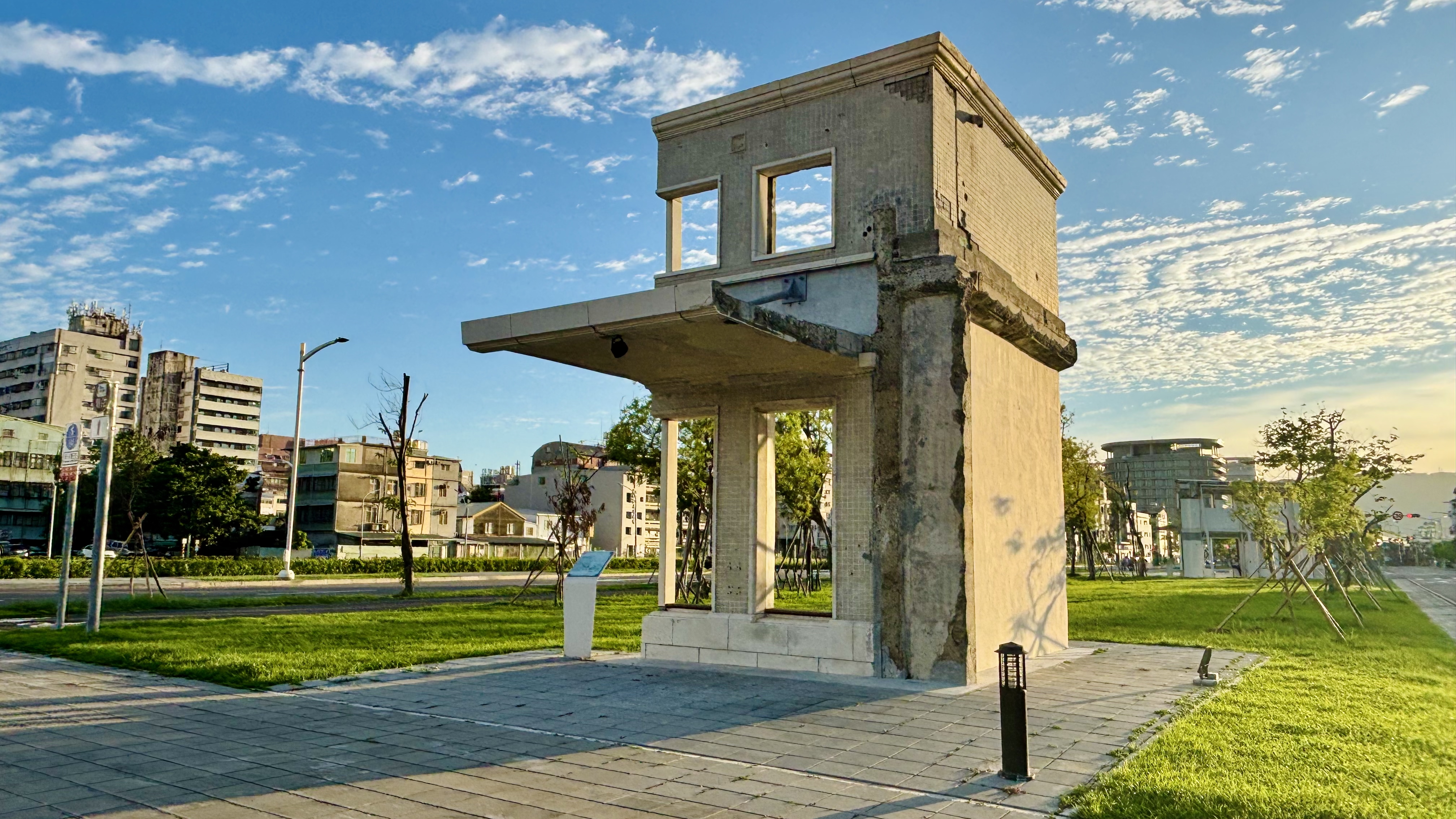

### 紅鯉魚與殉工碑

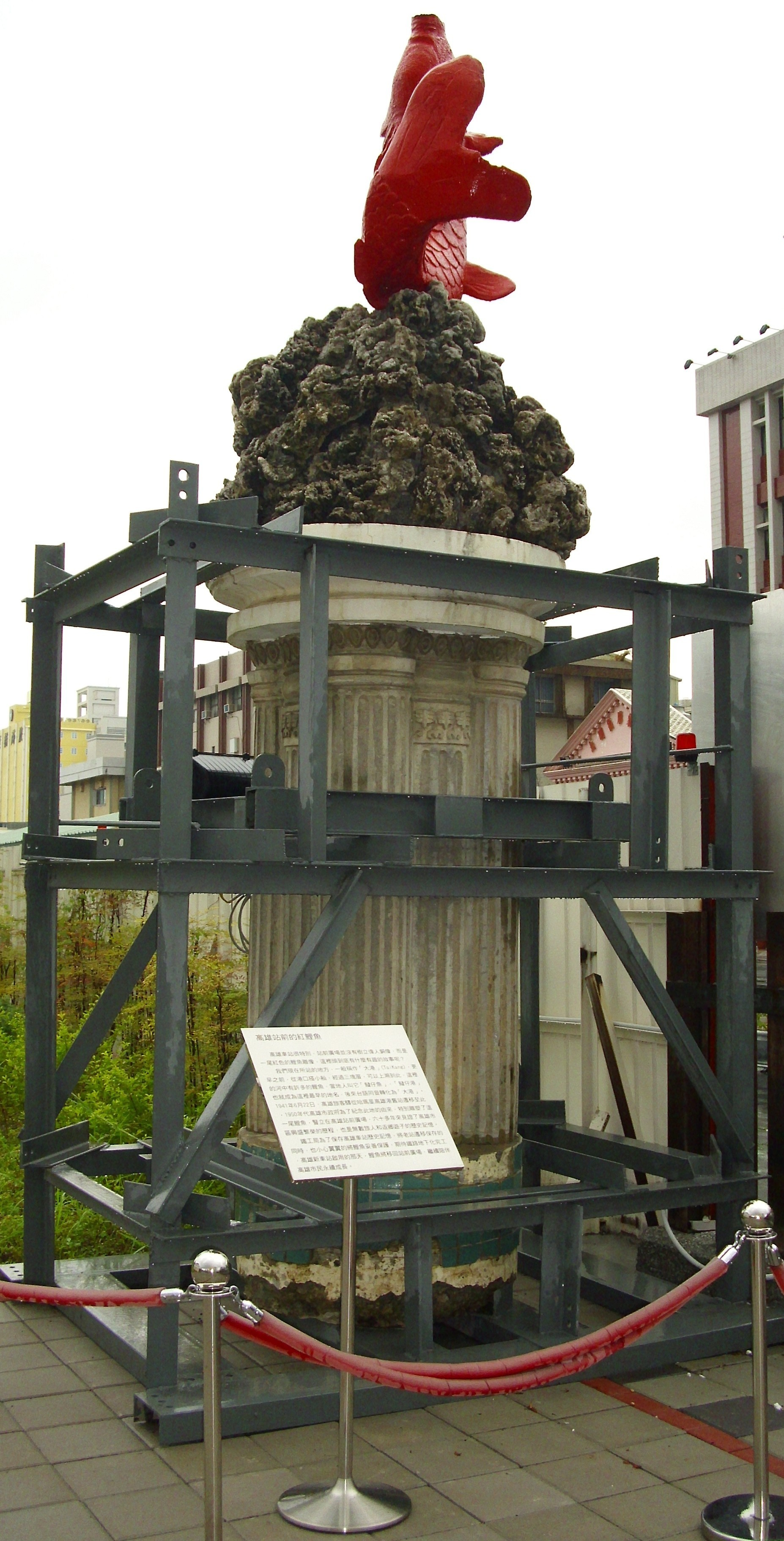
高雄鐵路地下化展示館的紅鯉魚

鐵路電氣化殉職人員紀念碑原位於高雄車站小月台前，帝冠式站體遷移期間曾暫置於地下化展示館前，但目前位置不明。位於展示館旁邊的紅鯉魚雕像，原本是位於高雄車站前方的鯉魚形狀噴泉，在地下化工程中預定移至帝冠式站體前的位置。

### 註解
1. ↑  此為日治時期歷史假名遣[1]

### 來源
1. ↑  鐵道省. . 國立國會圖書館. 1937-12: 520  [2021-06-22]. （原始内容存档于2021-11-07） （日语）.
2. ↑  . 高雄市政府文化局.   [2015-09-30]. （原始内容存档于2015-10-01）.
3. ↑  謝明勳. . 文化部文化資產局、高雄市立歷史博物館、中華民國鐵道文化協會. 2012-10-31. ISBN 978-986-03-4266-6.
4. ↑  臺灣日日新報[](昭和16)1941-06-21
5. ↑  臺灣總督府. .  第4373號. 大藏省印刷局. 1941-05-22: 頁122  [2021-03-15]. （原始内容存档于2022-05-24） （日语）. 『昭和十六年六月二十二日ヨリ高雄停車場ヲ高雄港停車場ト改稱シ貨物ニ限リ取扱ヲ爲ス』、『昭和十六年六月二十二日ヨリ左ノ通停車場ヲ設置シ旅客、手荷物、小荷物及附随小荷物ノ取扱ヲ爲ス』 國立國會圖書館 數位典藏
6. ↑  高雄車站 的存檔，存档日期2013-12-03., 高雄市歷史博物館
7. ↑  .   [2025-02-28] （中文（臺灣））.
8. ↑  . 中廣新聞網. 2012-10-18  [2014-07-20]. （原始内容存档于2014-08-13）.
9. ↑  . 台灣地方新聞. 2013-11-03  [2014-07-20]. （原始内容存档于2014-07-28）.
10. ↑  中華民國鐵道文化協會. . Facebook. 2020-08-09.
11. ↑  蔡孟妤. . 中央社 CNA. 2021-07-26  [2025-02-28] （中文（臺灣））.
12. ↑  王榮祥. . 自由時報. 2021-02-23 （中文（臺灣））.
13. ↑  廣告企劃製作. . www.businesstoday.com.tw. 2021-09-03  [2025-02-28] （中文（臺灣））.
14. ↑  屬於臺灣人的文化寶庫｜國家文化記憶庫2.0. . 國家文化記憶庫 2.0.   [2025-02-28] （中文（繁體））.
15. ↑  李淑蘭 孟昭權. . 公視新聞網 PNN. 2021-09-26  [2025-02-28] （中文（繁體））.
16. ↑  謝雅竹. . 中央社 CNA. 2025-01-09  [2025-02-28] （中文（臺灣））.
17. ↑  王柔婷、陳顯坤. . 公視新聞網 PNN. 2025-01-09  [2025-02-28] （中文（繁體））.
18. ↑  蔡孟妤. . 中央社 CNA. 2023-05-12  [2025-02-28] （中文（臺灣））.
19. ↑  蔡孟妤. . 中央社 CNA. 2024-01-08  [2025-02-28] （中文（臺灣））.
20. ↑  臺鐵高雄站. . 2018-04-16  [2019-01-08]. （原始内容存档于2022-06-25）.
21. ↑  載震宇. . 遠足文化. 2004-08: 88. ISBN 957304935X.
22. ↑  王淑芬. . 中央社. 2021-2-23  [2024-03-13]. （原始内容存档于2024-03-13）.

## 外部連結
- 高雄火車站——文化部文化資產局 （页面存档备份，存于）